# Myrmecolacidae
Myrmecolacidae es una familia de insectos en el orden Strepsiptera. Esta familia posee 4 géneros y 98 especies. Estas especies poseen un modo de desarrollo como parásito en el cual los machos parasitan hormigas mientras que las hembras se desarrollan dentro de Orthoptera. La morfología de los sexos es diferente, lo cual dificulta en gran medida asociar las hembras con los especímenes de machos catalogados en los museos.

## Géneros
- Caenocholax Pierce, 1909
- Lychnocolax
- Myrmecolax
- Stichotrema Hofeneder, 1910